# Jacques Santoni
Pour les articles homonymes, voir Santoni.
Jacques Santoni est le chef du Gang du Petit Bar, un groupe de criminalité organisée corse.

## Biographie

### Jeunesse
Né le 4 février 1978 à Ajaccio, il abandonne l’école à l'âge de 16 ans et travaille un temps avec son père dans la restauration. Il est handicapé à la suite d'un accident de moto en 2003 à Ajaccio qui l'a laissé tétraplégique.

### Carrière criminelle
Le 3 octobre 2013, il est mis en examen et incarcéré dans le cadre d’une information judiciaire ouverte pour association de malfaiteurs. 
Dans le cadre de l'enquête sur la tentative d'assassinat de Guy Orsoni en 2018, Jacques Santoni a été mis en examen le 30 septembre 2020 pour « association de malfaiteurs en vue de commettre un crime ».
En janvier 2021, il est mis en examen et écroué pour "extorsion en bande organisée, blanchiment aggravé et association de malfaiteurs". Le 9 septembre, il est libéré pour raisons médicales, mais reste soumis à un contrôle judiciaire strict.